# Paul Taylor (Kunsthistoriker)
Paul Nicholas Taylor (* 1963) ist ein britischer Kunsthistoriker.

## Leben und Werk
Taylor studierte an der University of Cambridge und Universität Utrecht. Der Spezialist für die Ikonografie der Renaissance und niederländische Kunst leitet seit 1991 die Fotosammlung des Warburg Instituts. Taylor war der erste, der das wichtige Konzept der „Houding“ in der holländischen Kunst untersuchte. Paul Taylor ist auch als Literaturkritiker tätig. In dieser Eigenschaft setzte er sich mit der unter dem Pseudonym Cayetana Caruso schreibenden Lyrikerin Friederike Migneco auseinander.

## Werke
- Dutch Flower Painting 1600–1720. New Haven and London (Yale University Press) 1995
- Dutch Flower Painting 1600–1750. London (Dulwich Picture Gallery) 1996
- Pictorial Composition from Medieval to Modern Art, ed., London and Turin (Warburg Institute and Nino Aragno) 2000 – ISBN 9780854811267
- The Iconography of Cylinder Seals, ed., London and Turin (Warburg Institute and Nino Aragno) 2006 – ISBN 9780854811359
- Iconography without Texts, ed., London and Turin (Warburg Institute and Nino Aragno) 2008 – ISBN 9780854811434
- Meditations on a Heritage. Papers on the Work and Legacy of Sir Ernst Gombrich, ed., London (Paul Holberton publishing) 2014 – ISBN 9781907372544
- Condition: the Ageing of Art. London (Paul Holberton publishing) 2015 – ISBN 9781907372797